# Álvaro Noboa
Pour les articles homonymes, voir Noboa.
Álvaro Fernando Noboa Pontón, né le 21 novembre 1950 à Guayaquil, est un homme d'affaires et homme politique équatorien.
Milliardaire, il contrôle le marché de la banane en Équateur, deuxième produit d’exportation du pays après le pétrole. Il a été plusieurs fois candidat à l'élection présidentielle, sans jamais être élu.
Il est le père de Daniel Noboa Azín, président de la république de l'Équateur élu en 2023 .

## Biographie

### Homme d'affaires
Homme le plus riche d'Équateur, 
il est à la tête d'un véritable empire autour du commerce de la banane, hérité de son père, Luis Noboa Naranjo. 
Il est actuellement propriétaire de plus de 110 entreprises en Équateur et dans le monde,,
en particulier de Bananera Noboa, qui produit et distribue la marque de banane Bonita. La compagnie Bananera Noboa a été condamnée à plusieurs reprises pour évasion fiscale et infraction à la législation commerciale.

### Homme politique
Noboa est activement impliqué dans la politique nationale. Il est candidat sans succès aux élections présidentielles de 1998, 2002, 2006, 2009 et 2013.
En 1998, il est le candidat à l'élection présidentielle, soutenu par le PRE (Parti roldosiste équatorien - droite populiste). Il est battu au second tour par le démocrate-chrétien Jamil Mahuad. Il dénonce alors une fraude électorale.
Il se présente une seconde fois en 2002 avec sa propre formation politique, le Parti rénovateur institutionnel de l'action nationale. Soutenu par la plupart des médias, il obtient 17,37 % des voix au premier tour et 45,6 % au second.
En 2007, il remporte un siège à l'Assemblée constituante.

### Élection présidentielle de 2006
Lors de sa troisième participation, il arrive en tête au premier tour du scrutin présidentiel, lors des élections générales le 15 octobre 2006 après avoir effectué une remontée spectaculaire dans les sondages au cours des semaines précédentes.
Le 26 novembre suivant, il affronte au second tour l'économiste de gauche Rafael Correa,
Partisan du libéralisme économique, proche de la politique des États-Unis, il mène campagne en distribuant cadeaux et argent lors de ses tournées. Dans son programme, il promet la construction de 300 000 logements pour les défavorisés.
Se présentant comme le « candidat de Dieu, une Bible dans la main et l'autre bras tendu dans la direction de ses ennemis » et accusant son rival d’être « un communiste, ami des terroristes et de Cuba, financé par Hugo Chávez », il annonce que, s’il est élu, il rompra immédiatement toutes relations diplomatiques avec Cuba et le Venezuela.
Il est battu au second tour de l'élection présidentielle avec 43 % des suffrages (2 592 639 voix) contre 57 % des suffrages (3 442 184 voix) pour son adversaire.

### Personnage controversé
Tant comme homme d'affaires que comme politicien, Álvaro Noboa a été la cible de nombreuses critiques personnelles et idéologiques et de dénonciations quant à certaines pratiques des entreprises dont il est propriétaire. 
Ainsi, les conditions de travail des ouvriers des bananeraies du Groupe Noboa ont été régulièrement visées par des critiques internationales, signalant l'interdiction et la criminalisation des syndicats, des cas de travail des enfants et des conditions de travail déplorables affectant la santé des travailleurs,,,. 
Plusieurs entreprises du Groupe Noboa ont été poursuivies par le fisc équatorien, le SRI, et parfois fermées, pour évasion fiscale,. 
Enfin, Noboa a fait l'objet à titre personnel de scandales d'agressions sexuelles.